# Licsérd
Licsérd (szlovákul: Ličartovce) község Szlovákiában, az Eperjesi kerület Eperjesi járásában.

## Fekvése
Eperjestől 17 km-re délre, a Tarca jobb oldalán fekszik.

## Története
Területén már a kőkorszakban is éltek emberek, a kustánci kultúra települése állt ezen a helyen.
1249-ben IV. Béla király adománylevelében „Licardi” néven említik először. A 14. században és a 15. század első felében az Aba nembeli Somosi család birtoka volt. 1427-ben 10 portával adózott, amivel a közepes nagyságú falvak közé számított. Ekkor „Lycherd” néven említi az adóösszeírás. A 16. században a Sennyei család birtokolta. 1600-ban 9 lakott háza volt. 1699-ben egy hegyen épült kéttornyú kastély állt itt. A 18. században a Rhenaud, Meggyesi és Szentiványi családoké. A kastélyt 1767-ben helyreállították, 1798-ban még állott. A 18. században a falunak sörfőzdéje is működött. 1787-ben 54 házában 344 lakos élt.
A 18. század végén Vályi András így ír róla: „LICSIRD. Lichsért. Licirtovce. Tót falu Sáros Várm. földes Ura B. Renault Uraság, a kinek Kastéllyával díszesíttetik, lakosai külömbfélék, fekszik Somosnak szomszédságában, és annak filiája, határja középszerű, réttyei jók, legelője elég, piatza Eperesjen két mértföldnyire.”
1828-ban 68 háza volt 517 lakossal.
Fényes Elek 1851-ben kiadott geográfiai szótárában így ír a faluról: „Licsért (Licartowce), tót f., Sáros vmegyében, Somoshoz 1/4 mfld. 398 római, 57 görög kath., 5 zsidó lak. Sör- és pálinka-főzés. Derék erdő. F. u. a kamara. Ut. posta Böki.”
1920 előtt Sáros vármegye Lemesi járásához tartozott.

## Népessége
| Év:            | 1994. | 2004.   | 2014.   | 2024.   |
| -------------- | ----- | ------- | ------- | ------- |
| Emberek száma: | 956   | 947     | 974     | 972     |
| Eltérés:       |       | -0,94 % | +2,85 % | -0,20 % |

| Év:            | 2023. | 2024.   |
| -------------- | ----- | ------- |
| Emberek száma: | 960   | 972     |
| Eltérés:       |       | +1,25 % |

1910-ben 522, túlnyomórészt szlovák lakosa volt.
2001-ben 962 lakosából 935 szlovák volt.
2011-ben 984 lakosából 896 szlovák.

## Nevezetességei
- Szent Márton tiszteletére szentelt, római katolikus temploma 1820-ban épült barokk-klasszicista stílusban. 1861-ben és 1937-ben renoválták.
- Kastélyát 1736-ban építették. A második világháború alatt német főhadiszállásként működött. Utolsó tulajdonosa dr. Dezider Piller volt. Ma kórházként működik.